# Menhir von Bains Hill

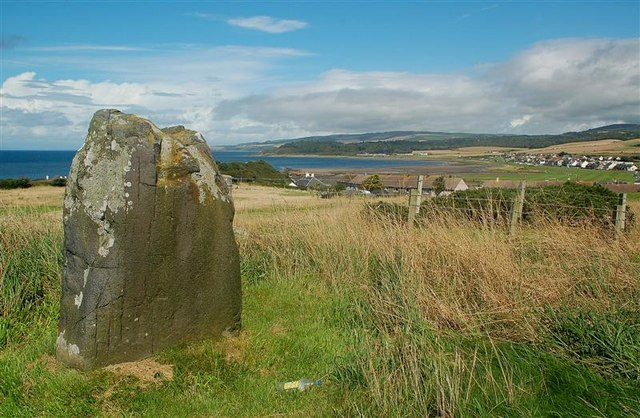
Menhir von Bains Hill

Der strandnahe Menhir von Bains Hill (auch Bain’s Hill, Stinnin Stane, Maidenhead Bay, Pan Knowes oder Rab’s Knowe genannt) ist ein Doleritmenhir (englisch Standing stone) auf der Südseite der Maidenhead Bay, westlich von Maidens bei Turnberry in South Ayrshire in Schottland. Der Menhir ist als Scheduled Monument denkmalgeschützt.
Der etwa 1,7 Meter hohe und an der Basis 1,1 auf 0,8 Meter messende elegant geformte Stein nimmt eine herausragende Position auf einem kleinen Hügel am nördlichsten Punkt des Turnberry Golfplatzes ein. Der Name „Stinnin Stane“ ist lokal nicht gebräuchlich.